# Daniela Neunast
Daniela Neunast (Potsdam, RDA, 19 de septiembre de 1966) es una deportista alemana que compitió para la RDA en remo como timonel.
Participó en tres Juegos Olímpicos de Verano, obteniendo dos medallas, oro en Seúl 1988 y bronce en Barcelona 1992, en la prueba de ocho con timonel, y el octavo lugar en Atlanta 1996, en la misma prueba.
Ganó cuatro medallas en el Campeonato Mundial de Remo entre los años 1985 y 1993.

## Palmarés internacional
| Representando a la RDA   |                          |                   |                    |
| Juegos Olímpicos         |                          |                   |                    |
| Año                      | Lugar                    | Medalla           | Prueba             |
| 1988                     | Seúl (Corea del Sur)     | Medalla de oro    | Ocho con timonel   |
| Campeonato Mundial       |                          |                   |                    |
| Año                      | Lugar                    | Medalla           | Prueba             |
| 1985                     | Malinas (Bélgica)        | Medalla de oro    | Cuatro con timonel |
| 1986                     | Nottingham (Reino Unido) | Medalla de plata  | Ocho con timonel   |
| 1989                     | Bled (Yugoslavia)        | Medalla de plata  | Ocho con timonel   |
| Representando a Alemania |                          |                   |                    |
| Juegos Olímpicos         |                          |                   |                    |
| Año                      | Lugar                    | Medalla           | Prueba             |
| 1992                     | Barcelona (España)       | Medalla de bronce | Ocho con timonel   |
| Campeonato Mundial       |                          |                   |                    |
| Año                      | Lugar                    | Medalla           | Prueba             |
| 1993                     | Račice (República Checa) | Medalla de bronce | Ocho con timonel   |